# Xã Clifton, Quận Lackawanna, Pennsylvania
Xã Clifton (tiếng Anh: Clifton Township) là một xã thuộc quận Lackawanna, tiểu bang Pennsylvania, Hoa Kỳ. Năm 2010, dân số của xã này là 1.480 người.